# Шкряток
Шкряток (словац. škriatok), або Скршитек (чеськ. skřítek, у множині skřítci — скршитці) — у словацькій і чеській мітології дух, подібний до домовика, який живе в будинку. Якщо господар ладнає зі шкрятком, дух допомагає йому в домашніх справах. Удень шкряток виглядає як чорна курка, вночі літає у вигляді вогняного ланцюжка та спускається в будинок униз по трубі.
Іноді слово «шкряток» має ширше значення. До них належать різні духи, які є у вигляді невеликих чоловічків — лісовик, польовик та ін.
Етимологічно слово скршитек походить від слова скритність.